# Аль-Барбахари
Абу Мухаммад аль-Хасан ибн Али (араб. أبو محمد الحسن بن علي‎), более известный как Аль-Барбаха́ри (араб. البربهاري‎, 867, Багдад, Аббасидский халифат — 940 или 941, Багдад, Аббасидский халифат) — исламский учёный-богослов, правовед ханбалитского мазхаба и полемист.

## Биография
Его полное имя: Абу Мухаммад аль-Хасан ибн Али ибн Халаф аль-Барбахари. Предположительно, нисба «аль-Барбахари» в древности означала того, кто занимался продажей лекарств из Индии.
Аль-Барбахари родился в Багдаде, был учеником ханбалита аль-Маррузи и Сахля ат-Тустари. Он яростно критиковал представителей различных сект и течений внутри ислама и полемизировал с ними, отстаивал взгляды Ахмада ибн Ханбаля. По преданиям, у него было настолько много учеников, что когда аль-Барбахари однажды чихнул во время урока и слушатели пожелали ему милости Аллаха (то есть сказали «йархамук-Аллах»), то их голос достиг ушей халифа ар-Ради на другом конце Багдада, отчего тот пришёл в ужас.
Недоброжелатели аль-Барбахари сумели обратить тогдашнего аббасидского халифа аль-Кахира на свою сторону, из-за чего он был вынужден скрываться, а его лучшие ученики были сосланы в Басру. Гонения ослабли лишь после прихода к власти халифа ар-Ради, но когда аль-Барбахари вернулся, в Багдаде уже не осталось ни одного его сторонника. Постоянно скрываясь, он скончался в месяце раджаб 328 года по хиджре (940 год) от кровоизлияния и был втайне похоронен во дворе дома сестры тюркского военачальника, амира аль-умара (де-факто правителя Аббасидского халифата) Тузуна (ум. 945).
Существует предание о том, что когда слуга в полном одиночестве совершал над ним погребальную молитву, сестра Тузуна посмотрела через окно во двор и увидела, что он заполнен людьми в белых одеяниях, которые тоже совершали джаназу. Когда она рассказала об этом слуге, то он ответил, что дверь дома была закрыта и никто не мог войти во двор. Сестра Тузуна пожелала, чтобы после смерти её похоронили рядом с могилой аль-Барбахари и её воля была выполнена.